# Mussaenda kuliangensis
Mussaenda kuliangensis är en måreväxtart som beskrevs av Franklin Post Metcalf. Mussaenda kuliangensis ingår i släktet Mussaenda och familjen måreväxter. Inga underarter finns listade i Catalogue of Life.